# Acorn Computers
Acorn Computers fue una compañía informática británica con sede en Cambridge, Inglaterra, fundada en 1978. La empresa produjo varias computadoras que fueron especialmente populares en el Reino Unido. Estas incluyen el Acorn Electron, el BBC Micro y el Acorn Archimedes. El BBC Micro dominó el mercado educacional en el decenio de 1980 y principios de 1990, aprovechando muchas comparaciones con Apple en los Estados Unidos.
Aunque la empresa se dividió en varias unidades operativas independientes en 1998, su legado incluye el desarrollo del ordenador personal RISC. Una serie de antiguas filiales de Acorn continúan en activo hoy en día, en particular ARM Holdings que es la empresa dominante en el mundo del microprocesador para teléfono móvil y PDA. Acorn es a veces conocido como "el Apple británico".

## Prehistoria
El 25 de julio de 1961, Clive Sinclair funda Sinclair Radionics para desarrollar y vender dispositivos electrónicos como calculadoras. El desastre del Sinclair Radionics Black Watch y el mercado de las calculadoras migrando de pantallas de LEDs de 7 segmentos a LCD le crean problemas financieros, por lo que el National Enterprise Board (NEB) debe ayudarlo. Tras perder el control de la compañía en la NEB, Sinclair aconseja a Chris Curry que deje Radionics y ponga en marcha Science of Cambridge (SoC). En junio de 1978, SoC lanza un microordenador en kit que Curry buscaba desarrollar en un futuro, pero no persuade a Sinclair. Durante el desarrollo del MK14, Hermann Hauser, un amigo de Curry, había visitado las oficinas de SoC y mostrado interés por el producto.

## CPU Ltd (1978–83)
Curry y Hauser deciden proseguir su interés común en la microinformática y fundan el 5 de diciembre de 1978 Cambridge Processor Unit Ltd (CPU) como el medio para hacerlo. CPU obtiene al poco un contrato de consultoría para desarrollar un controlador basado en microprocesador para una Máquina tragaperras de Ace Coin Equipment (ACE) con sede en Gales. El proyecto ACE comienza en una oficina situada en la 4a Market Hill de Cambridge. Inicialmente el controlador para ACE se basa en un microprocesador SC/MP pero al poco se migra a un MOS Technology 6502.

### Sistemas de microcomputadoras
CPU ha financiado el desarrollo de un sistema informático basado en 6502 mediante los beneficios de su trabajo de consultoría de diseño y construcción. El sistema se lanza en enero de 1979 como el primer producto de Acorn Computer Ltd, una marca comercial usada por CPU para mantener separados los riesgos de ambas líneas de negocio. Se escoge Acorn (bellota) porque el sistema microcomputador es ampliable y orientado al crecimiento. Tiene también el atractivo de aparecer antes de "Apple" en un listín telefónico.
Por esas fechas, CPU y Andy Hopper crean Orbis Ltd para comercializar el sistema de red Cambridge Ring. Hopper había trabajado en él para su título de PhD, pero pronto se decide incorporarlo en CPU como director porque podía promover los intereses de CPU en el Computer Laboratory de la Universidad de Cambridge. CPU compra Orbis, y la participación de Hopper en Orbis es intercambiada por participaciones en CPU Ltd. El rol de CPU va cambiando gradualmente acrecentándose el papel de Acorn, hasta que CPU es sólo una sociedad holding y Acorn es la responsable del desarrollo. En algún momento Curry tuvo un desacuerdo con Sinclair y deja formalmente Science of Cambridge, pero no se unirá al resto de empleados de Acorn en Market Hill hasta un poco más tarde.

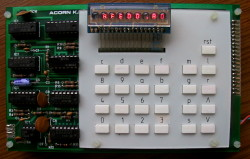
Placa superior del Acorn System 1.

El Acorn Microcomputer, posteriormente renombrado como Acorn System 1, fue diseñado por Sophie Wilson. Se trata de un sistema semi-profesional destinado a los usuarios de ingeniería y laboratorio, pero su precio era bastante bajo, alrededor de 80 £, para atraer también al usuario avanzado. Era una pequeña máquina construida en dos placas, una con una pantalla de LEDs de siete segmentos, teclado hexadecimal e interfaz de casete (el circuito a la izquierda del teclado), y la otra con el resto del equipo (incluida la CPU). Casi todas las señales de la CPU se puede acceder a través de un conector Eurocard.
El Acorn System 2 era un sistema más fácil de ampliar situando la tarjeta de CPU del System 1 como una tarjeta hija de una tarjeta backplane de 19 pulgadas (480 mm), con conectores para 8 tarjetas, sobre la que se sitúan 4 tarjetas Eurocard de serie: tarjeta de CPU, interfaz de video, interfaz de casete (suele incorporar un intérprete BASIC) y ampliación de memoria.
El Acorn System 3 añade una interfaz de disquete y el Acorn System 4 incluye una caja mayor con una segunda unidad de disco. El Acorn System 5 es muy similar al System 4, pero incluye un 6502 a 2 MHz.

### Acorn Atom

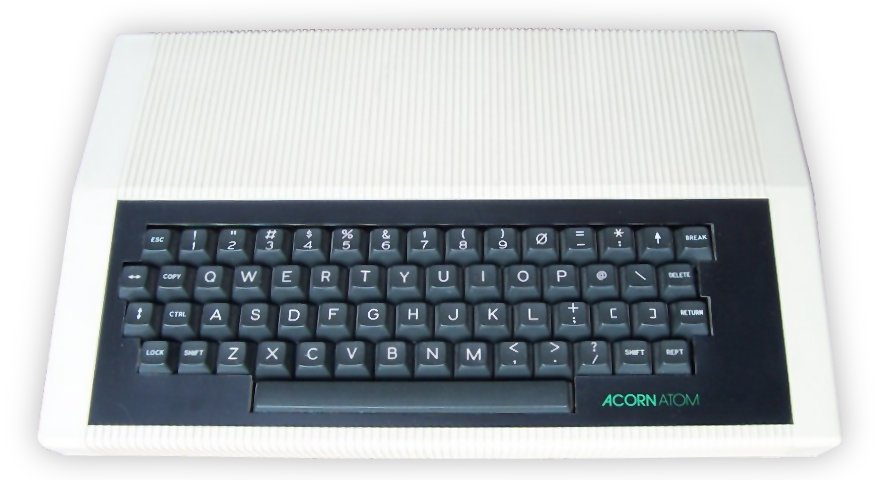
Acorn Atom.

El desarrollo del Sinclair ZX80 comienza en Science of Cambridge en mayo de 1979. Probablemente le sirve de entrenamiento a Curry para concebir el Acorn Atom con el mercado de consumo como objetivo. Curry y otro diseñador, Nick Toop, trabajan en la casa de Curry en Fens en el desarrollo del equipo. Es la primera vez que se utiliza Acorn Computers Ltd y Curry pasa a trabajar en Acorn a tiempo completo.
El objetivo de Chris Curry era el mercado de consumo, pero otras facciones dentro de Acorn, incluidos los ingenieros, estaban contentos de estar fuera de ese mercado, considerando que un ordenador doméstico era un producto más bien frívolo para una empresa que operaba en el mercado de equipos de laboratorio.
Para mantener los costos bajos y no dar la razón a los escépticos que se oponían al Atom, Curry pidió al diseñador industrial Allen Boothroyd que fabricara una carcasa que pudiera funcionar también como teclado externo para los Acorn System y otros microordenadores. 
Los componentes de un System 3 se acomodaron debajo del teclado, creando una muy típica configuración de una computadora de bajo costo de principios de los 80: el relativamente exitoso Acorn Atom.
Para facilitar el desarrollo de software, se instaló una red de área local propietaria en Market Hill. Se decidió incluir esta, la Econet, en el Atom, y en su lanzamiento en una feria de informática en marzo de 1980, ocho Atoms conectados en red demostraron funciones que permitían compartir ficheros, visualizar pantallas remotas y utilizar teclados como terminales remotos.

### Acorn Electron y BBC Micro

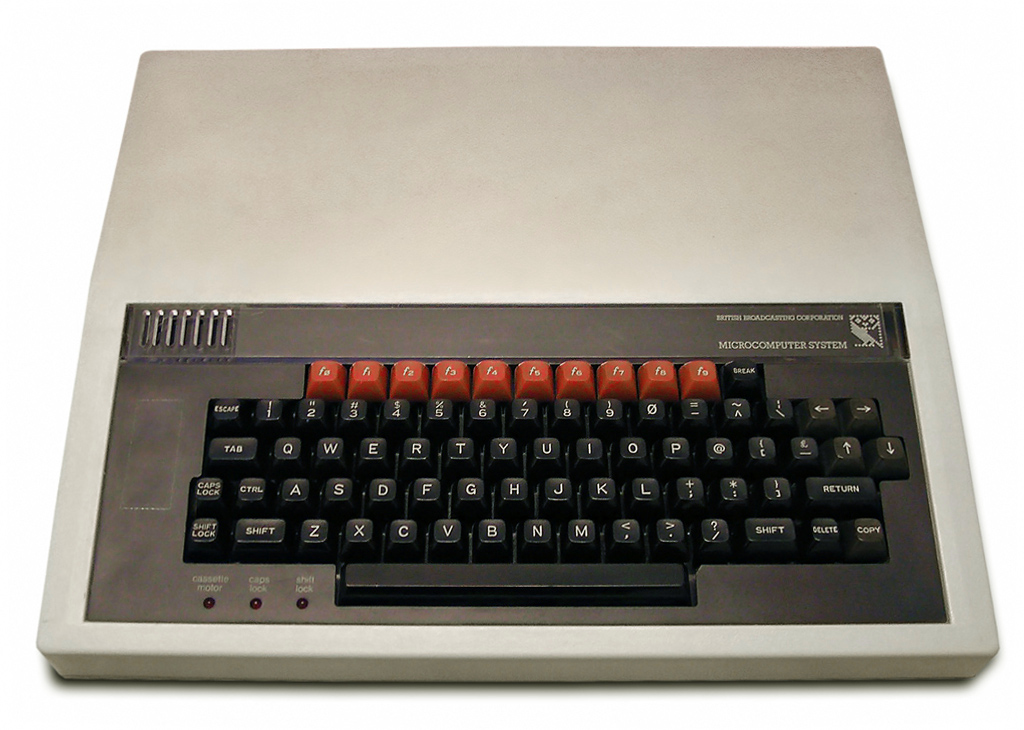
BBC Micro, lanzado por Acorn en 1982.

Tras el lanzamiento del Atom, Acorn contempla utilizar modernos microprocesadores de 16 bits para reemplazar al Atom. Después de mucha discusión, Hauser sugiere un compromiso: un equipo basado en 6502 pero con mayor capacidad de expansión: el Proton. El personal técnico de Acorn no había querido hacer el Atom y ve en el Proton como su oportunidad de "hacerlo bien".
Uno de los desarrollos propuestos para el Proton es el Tube, una interfaz propietaria que permite añadir un segundo procesador, pensando de entrada en un Motorola 6809. 
Este compromiso proporciona un asequible equipo basado en 6502 para el mercado de masas que podría ampliarse con otros microprocesadores más avanzados. El Tube permitía que el trabajo principal lo ejecute el nuevo procesador (Motorola 6809) dejando el 6502 para realizar trabajos de Entrada/salida (I/O) de datos. El Tube luego sería fundamental en el desarrollo del procesador de Acorn.
A principios de 1980, el departamento de formación de la BBC concibió el BBC Computer Literacy Project (Proyecto de Conocimiento en Informática de la BBC), en su mayoría como un seguimiento de un documental de la BBC, The Mighty Micro, en el que el Dr Christopher Evans del Laboratorio Nacional de Física (Reino Unido) predijo la revolución del microcomputador. Se trata de un documental muy influyente, por lo que se llegaron a hacer preguntas en el Parlamento del Reino Unido. Como resultado de esas preguntas el Department of Industry (DoI) se interesó en el programa, al igual que la BBC Enterprises, que vio una oportunidad de vender una máquina para ir con la serie. BBC Engineering se encargará de elaborar una especificación objetiva para el ordenador que acompañaría a la serie.
Finalmente, bajo cierta presión del DoI para elegir un sistema británico, la BBC eligió el NewBrain de Newbury Laboratories.
Esta selección puso de manifiesto la magnitud de la presión ejercida sobre los supuestamente independientes miembros del programa de alfabetización informática de la BBC; – Newbury era propiedad de la National Enterprise Board, una agencia de gobierno que operan en estrecha colaboración con el DoI.
La elección fue también algo irónico teniendo en cuenta que el NewBrain comenzó su vida como un proyecto de Sinclair Radionics, y fue la elección de Sinclair de desarrollar este en lugar del MK14 de Science of Cambridge lo que llevó a Curry a dejar SoC para fundar CPU con Hauser.
La NEB traslada el NewBrain a Newbury tras de que Sinclair deje Radionics para ir a SoC.
En 1980–1982, el Ministerio de Educación y Ciencia británico (DES) comenzó el Microelectronics Education Programme para introducir conceptos y materiales educativos sobre microprocesadores. De 1982 hasta 1986, el DoI asigna fondos para ayudar a las autoridades educativas locales británicas para abastecer sus centros con una amplia gama de ordenadores, siendo el BBC Micro uno de los más populares. De forma paralela, la DES continuó financiando más materiales para ordenadores, como software y proyectos de informática aplicada, además de la formación docente.

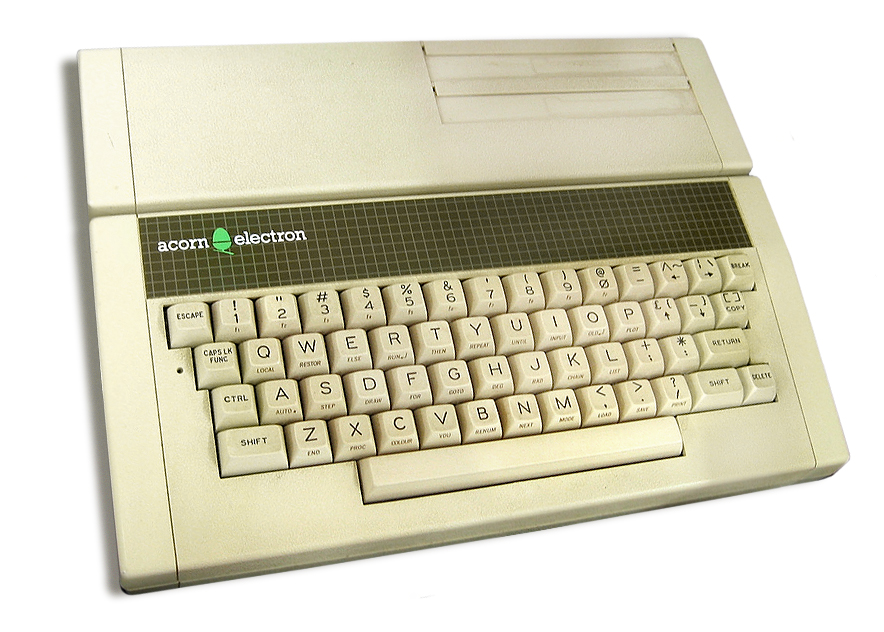
Acorn Electron, el equipo de menos de 200 £ competidor del ZX Spectrum.

Aunque el NewBrain fue duramente desarrollado por Newbury, pronto quedó claro que no iba a ser capaz de producirla, al menos no a tiempo para el programa de alfabetización, ni para el pliego de condiciones de la BBC. Los programas de la BBC, inicialmente previstos para el otoño de 1981, fueron trasladados de vuelta a la primavera de 1982. Tras de que Curry y Sinclair estuvieran fuera de los planes de la BBC, esta permite que otros fabricantes le presenten sus propuestas. La BBC visitó Acorn donde se les mostró una demostración del Proton. Poco después, el contrato del programa de alfabetización informática se adjudica a Acorn, y el Proton fue lanzado a principios de 1982 como el BBC Micro. En abril de 1984 Acorn ganó el Queen's Award for Technology por el BBC Micro. El premio rinde especial homenaje al diseño avanzado del BBC Micro, y elogió a Acorn "por el desarrollo de un sistema de microcomputadora con muchas características innovadoras".
En abril de 1982 Sinclair lanza el Sinclair ZX Spectrum. Curry concibe el Acorn Electron como su competencia por menos de 200 £. En muchos aspectos es una versión reducida del BBC Micro, utiliza una ULA diseñada por Acorn para reproducir la mayoría de la funcionalidad. Pero problemas en la producción de la ULAs conllevan un suministro insuficiente, y el Electron, aunque lanzado en agosto de 1983, no está presente en el mercado en un número suficiente para aprovechar al máximo el período de ventas de Navidad de 1983. Acorn decide evitar este problema en 1984 y negoció nuevos contratos de producción.

## Acorn Computer Group plc (1983–85)
El BBC Micro se vende espectacularmente bien, hasta el punto de que los beneficios de Acorn pasan de unas meras 3000 £ en 1979 a 8,6 millones de libras en julio de 1983. En septiembre de 1983 se liquidaron las acciones de CPU y Acorn cotiza en el Unlisted Securities Market como Acorn Computer Group plc, con Acorn Computers Ltd como su división de microinformática. Con un mínimo precio de la oferta de 120 peniques, se crea el grupo con una capitalización bursátil de alrededor de 135 millones de libras. Los fundadores de CPU Hermann Hauser y Chris Curry entran de pleno en la lista de millonarios: Hauser tiene 53,25 millones de acciones por valor de unos 64 millones de libras, y Curry 43 millones de acciones por unos 51 millones de libras.

### Nueva arquitectura RISC
Incluso desde la creación del Atom, Acorn estaban considerando cómo pasar del microprocesador MOS Technology 6502: el ordenador Acorn Communicator de 16 bits desarrollado en 1982 utilizando el WDC 65C816 es un ejemplo clave.
El lanzamiento del IBM PC fue el 12 de agosto de 1981. Aunque una versión de la máquina estaba destinada al mercado del usuario avanzado de forma muy parecida a los BBC Micro, su verdadero éxito fueron las empresas. El sucesor del PC, el IBM Personal Computer XT (EXtended Technology) se lanzó el 8 de marzo de 1983. El éxito de estas máquinas y de la miríada de equipos CP/M basados en Zilog Z80 en el sector empresarial demuestra que es un mercado viable, especialmente dado que la capacidad del sector para hacer frente a los precios. El desarrollo de un equipo orientado al mercado empresarial parecía una buena idea en Acorn. Un programa de desarrollo se inició para crear un ordenador de negocios utilizando la tecnología existente en Acorn: placa madre BBC Micro, the Tube y un segundo microprocesador para poder ejecutar CP/M, MS-DOS y estaciones de trabajo Unix (Xenix)

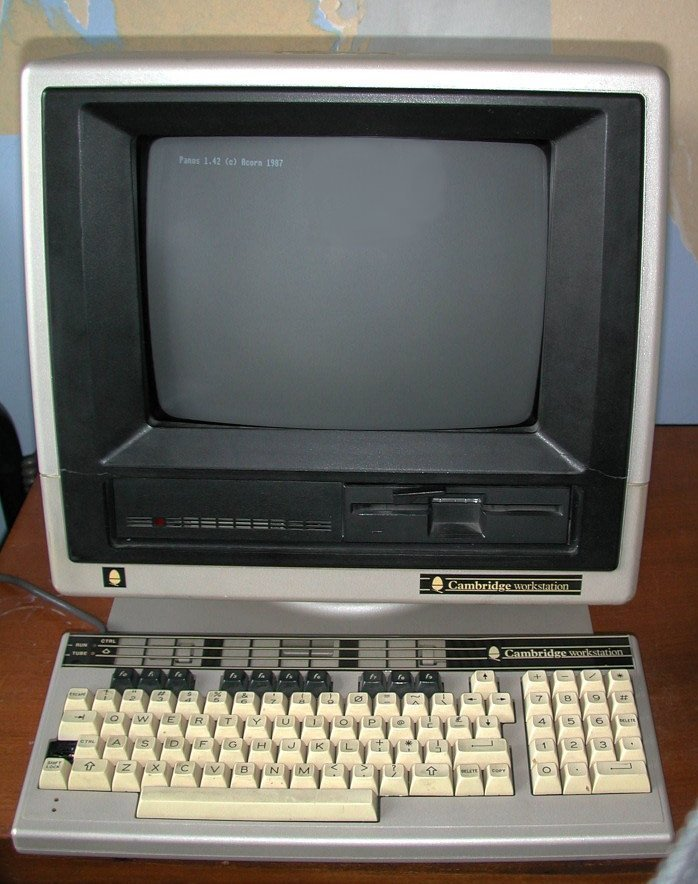
El Business Computer fue un fracaso para Acorn.

El plan de desarrollo del Acorn Business Computer (ABC) requería varios segundos microprocesadores que pudieran trabajar con la plataforma BBC Micro. En el desarrollo de estos, Acorn tuvo que implementar los protocolos de the Tube para cada procesador elegido, proceso en el cual, durante 1983, descubrieron que no había candidatos obvios para sustituir el 6502. Debido a muchos ciclos ininterrumpibles de instrucciones, por ejemplo, el tiempo de respuesta a una interrupción del Motorola 68000 eran demasiado lentos para manejar el protocolo de comunicación que el host basado en un BBC Micro con un 6502 alcanzaba con facilidad. El desarrollo del ABC 210 (basado en el National Semiconductor 32016), vendido posteriormente como Cambridge Workstation (utilizando el sistema operativo Panos), demostró a Sophie Wilson y Steve Furber el valor de ancho de banda de memoria. También mostró que un 32016 a 8 MHz era completamente superado en términos de rendimiento por un 6502 a 4 MHz. Además, el Apple Lisa demostró a los ingenieros de Acorn la necesidad de desarrollar una interfaz gráfica de usuario, y esto no iba a ser fácil con un sistema basado en 6502 a 2–4 MHz creando los gráficos. Acorn necesitaba una nueva arquitectura.
Acorn había probado todos los procesadores disponibles y encontró lo que necesitaba. Habiendo descartado las CPUs existentes, era evidente para los desarrolladores que Acorn deberían considerar seriamente la posibilidad de diseñar su propio procesador. Los ingenieros de Acorn se encontraron con la documentación del proyecto Berkeley RISC. Ahora podrían manejar la verdad: si una clase de estudiantes de posgrado podría crear un procesador de 32 bits competitivo, entonces Acorn no tendría ningún problema. Un viaje al Western Design Center de Phoenix mostró a Furber y Wilson que no necesitaban recursos masivos ni facilidades avanzadas de I+D.
Sophie Wilson se dedicó a desarrollar el conjunto de instrucciones, escribiendo una simulación del procesador en BBC BASIC que corría en un BBC Micro con un segundo 6502. Esto convenció a los ingenieros de Acorn de que estaban en el camino correcto. Antes de que pudieran ir más lejos, sin embargo, se necesitan más recursos. Era el momento para que Wilson se acercara a Hauser y explicara lo que estaba en marcha. Una vez que obtuvo el visto bueno, un pequeño equipo se dedicó a aplicar el modelo de Wilson en hardware.
El proyecto oficial Acorn RISC Machine comenzó en octubre de 1983. Se seleccionó a VLSI Technology, Inc para que lo implementara en silicio, pues ya había suministrado a Acorn con ROMs y algunos custom chips. VLSI produjo el primer ARM en silicio el 26 de abril de 1985 – funcionó por primera vez y llegó a ser conocido como ARM1. Su primera aplicación práctica fue como segundo procesador en un BBC Micro, donde se usaron para desarrollar el software de simulación para terminar el trabajo sobre los chips de apoyo (VIDC, IOC, MEMC) y para acelerar el funcionamiento del software de CAD utilizado en el desarrollo de ARM2. Wilson posteriormente codifica el BBC BASIC en lenguaje ensamblador ARM, y el profundo conocimiento obtenido a partir de diseñar el conjunto de instrucciones permite al código ser muy denso, haciendo del ARM BBC BASIC una excelente herramienta de test para cualquier emulador ARM.
Tal fue el secreto que rodea al proyecto de la CPU ARM que, cuando Olivetti estaba negociando para tener una participación de control de Acorn en 1985, no se dijo nada sobre el equipo de desarrollo hasta que las negociaciones no hubieron terminado. En 1992 Acorn ganó del nuevo el Queen's Award for Technology por el ARM.

### Los problemas financieros
Acorn comienza a hacer agua en 1984: había comenzado a cotizar cuando el mercado del ordenador doméstico se colapsa. Es el año que se vende Atari, Apple casi quiebra, y Acorn había resuelto el problema que había tenido a lo largo de su historia: los volúmenes de producción.
El Electron había sido lanzado en 1983, pero problemas con el suministro de sus ULAs causan que Acorn no pueda aprovecharse del período de ventas de Navidad 1983 – una exitosa campaña de publicidad, incluyendo anuncios en televisión, ha dado lugar a 300 000 pedidos, pero los proveedores de Malasia sólo fueron capaces de suministrar 30 000 máquinas. Aparentemente la fuerte demanda de Electron resultó ser ilusoria: en lugar de esperar, los padres compraron Commodore 64 o Sinclair ZX Spectrum para sus hijos en el momento. Ferranti resuelve el problema de la producción y en 1984 la producción alcanzó su volumen previsto, pero los contratos que Acorn había negociado con sus proveedores no fueron lo suficientemente flexibles como para permitir volúmenes que se redujeran rápidamente en una situación inesperada – el suministro de Electron construidos. Acorn estuvo en un verdadero problema: a finales del año había 250 000 Electron sin vender en sus manos, todos ellos pagados y que debían ser almacenados, lo que causaba un gasto más.
Acorn también gasta gran parte de sus reservas en desarrollo: el BBC Master se estaba desarrollando; el proyecto ARM está en marcha; el Acorn Business Computer entraña un montón de trabajo de desarrollo, pero en última instancia resultó ser una especie de fracaso, con solo el ABC 210 (basado en el National Semiconductor 32016) vendido como Cambridge Workstation; y obtener la aprobación Federal para el BBC Micro con el fin de ampliar el negocio a Estados Unidos demostró ser un prolongado y costoso proceso que resultó inútil: todos los dispositivos de ampliación que se pretendían vender con el BBC Micro debían de ser probados y sus emisiones de radio reducidas. Unos 20 millones de dólares se gastaron en dicha operación pero los BBC Micro modificados para NTSC apenas se venden. Sin embargo, hacen una aparición en la escuela de Supergirl en la película de 1984 Supergirl: The Movie.

## Subsidiaria de Olivetti (1985–98)
La situación financiera llega al límite en febrero de 1985, cuando uno de los acreedores de Acorn emitió una petición de liquidación. Después de un breve período de negociaciones, Curry y Hauser firman un acuerdo con Olivetti el 20 de febrero de 1985. La compañía italiana compra un 49,3 % de las acciones de Acorn por 12 millones de libras esterlinas, que en cierta medida cubren los 11 millones de pérdidas de Acorn en los seis meses anteriores. Esto provoca una devaluación del valor de Acorn a unos 165 millones de libras, tras haber alcanzado un máximo de 190 millones de libras. En septiembre de 1985, Olivetti toma una participación de control con el 79 % de las acciones.

### BBC Master y Archimedes

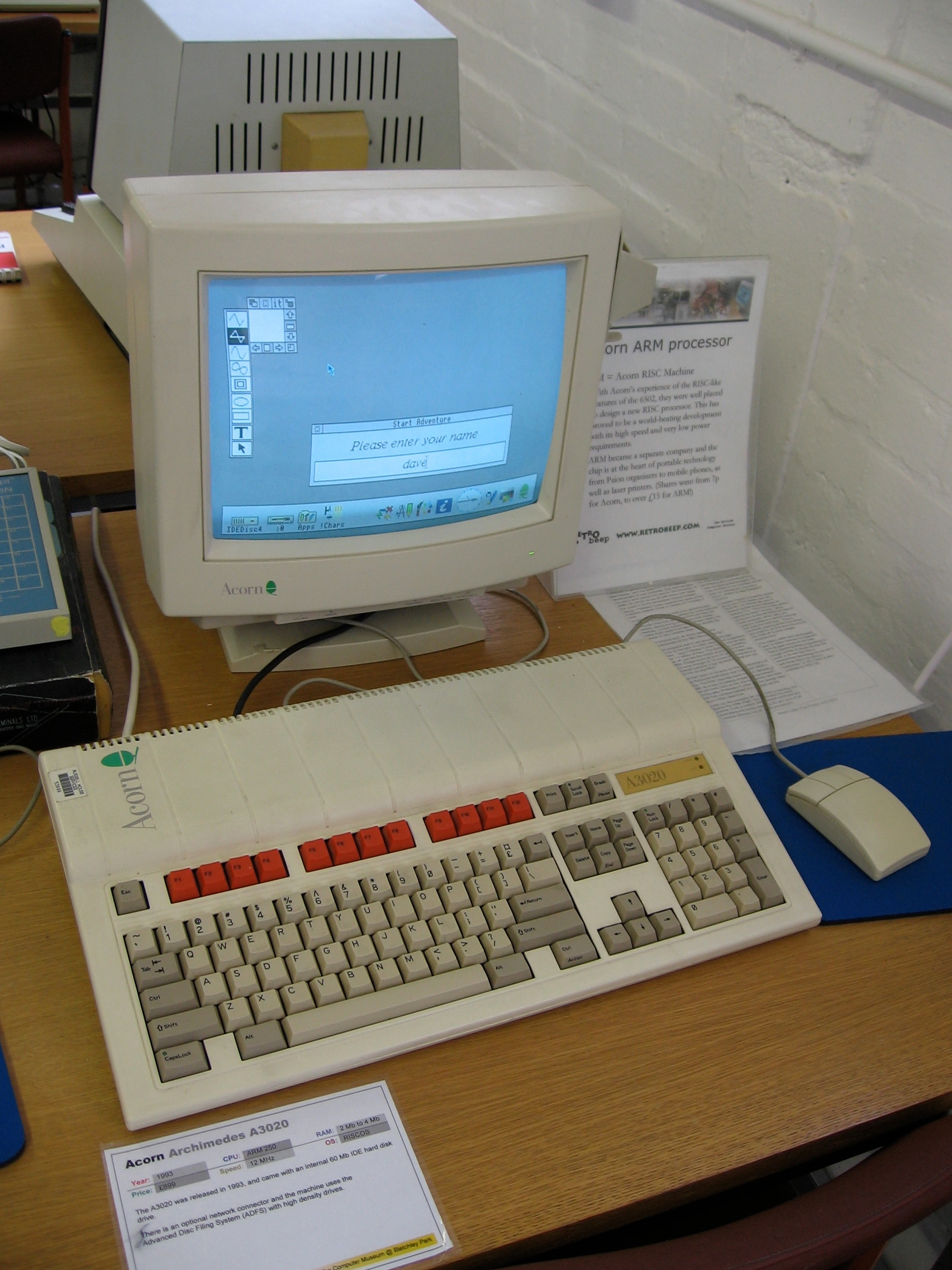
Acorn Archimedes A3020.

El BBC Master se lanza en febrero de 1986 y obtiene un gran éxito. De 1986 a 1989 se venden unas 200 000 unidades, cada una con un precio de 499 libras, principalmente a escuelas y universidades del Reino Unido. Se lanzan una serie de versiones mejoradas como el Master 512, equipado con 512 kiB de RAM y un segundo microprocesador interno Intel 80186 para ejecutar MS-DOS, y el Master Turbo, con un segundo procesador 65C102.
El primer uso comercial de la arquitectura ARM es el ARM Development System, segundo procesador para el BBC Master conectado por el Tube, lo que permite programarlo usando un Master. Se vende por 4500 libras e incluye el procesador ARM, 4 MiB de RAM y un conjunto de herramientas de desarrollo con una versión mejorada del BBC BASIC. Este sistema no incluye los tres chips de soporte (VIDC, MEMC e IOC) que formarán parte más tarde del Archimedes. Hacen su primera aparición en el A500 second processor, que es utilizado internamente por Acorn como plataforma de desarrollo, y tiene un factor de forma similar al sistema de desarrollo del ARM.
El segundo producto basado en el ARM es el ordenador de sobremesa Acorn Archimedes, lanzado en junio de 1987. El Archimedes es popular en el Reino Unido, Australasia e Irlanda, y es considerablemente más poderoso y avanzado que el resto de equipos contemporáneos, pero el mercado ya se había estratificado en torno al compatible IBM PC. Acorn continúa produciendo modelos mejorados del Archimedes incluyendo un laptop (el A4) y en 1994 lanza el Risc PC, cuya configuración más avanzada incluirá un procesador StrongARM a más de 200 MHz. Se venden principalmente al mercado educativo (sustituye a muchos BBC y Master), especialistas y usuarios avanzados.

### ARM Ltd

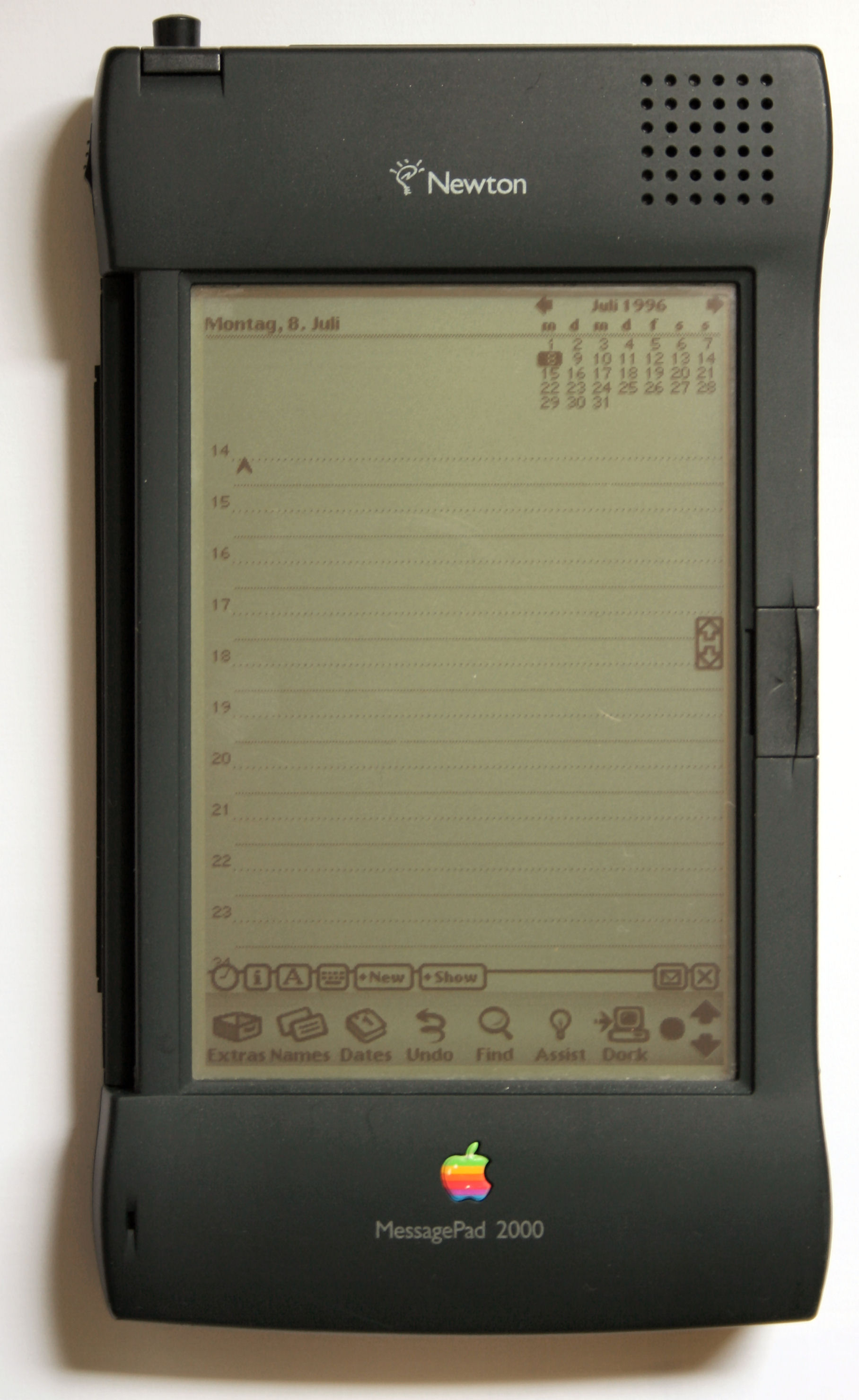
Los Apple Newton, como este MessagePad 2000, utilizaban CPUs ARM.

Al socio electrónico de Acorn, VLSI, se le había encomendado la búsqueda de nuevas aplicaciones para la CPU ARM y sus chips de soporte. La empresa de Hauser Active Book había desarrollado un dispositivo de mano y los desarrolladores de la CPU ARM crearon para el una versión estática de su procesador, el ARM2aS.
Apple estaba desarrollando una nueva plataforma informática, los Apple Newton. Se establecieron varios requisitos para el procesador en términos de consumo de energía, costes y rendimiento, y también era necesario para una plena operativa estática que el reloj se pudiera detener en cualquier momento. Sólo el ARM estuvo cerca de cumplir todas estas exigencias, pero todavía había deficiencias. Por ejemplo, no tenía una unidad de gestión de memoria ya que esta función la proporcionaba el chip de soporte MEMC y Acorn no tenía los recursos necesarios para desarrollarlo.
Apple y Acorn comenzaron a colaborar en el desarrollo del ARM, y se decidió que la mejor manera de lograrlo sería mediante una empresa independiente. La mayor parte de la sección de Investigación y Desarrollo Avanzado de Acorn que había desarrollado la CPU ARM constituyó la base de ARM Ltd cuando se separó la empresa en noviembre de 1990. Acorn Group y Apple Computer Inc tenían cada una un 43 % de las acciones de ARM (en 1996), mientras que VLSI quedaba como inversor y primer licenciatario del ARM.

### Set-Top boxes
En 1994 se funda una subsidiaria de Acorn, Online Media, destinada a explotar el proyectado boom del Vídeo bajo demanda (VOD), un sistema de Televisión interactiva que permite a los usuarios seleccionar y ver contenidos en vídeo a través de una red. En septiembre de 1994 el Cambridge Trial de servicios de vídeo bajo demanda fue creado por Online Media, Anglia Television, Cambridge Cable (actualmente parte de Virgin Media) y Advanced Telecommunication Modules Ltd (ATML) La prueba incluía la creación de una red de área amplia ATM conectado a la compañía de TV con los domicilios de los suscriptores y la prestación de servicios tales como la telecompra, la educación en línea, descarga de software bajo demanda y World Wide Web.
La red de área amplia utiliza una combinación de fibra y cable coaxial, y los switches se encuentran en los gabinetes a pie de carretera de la red existente de Cambridge Cable.
Olivetti Research Laboratory desarrolló la tecnología usada en la prueba. Un servidor de vídeo de ICL proporciona el servicio mediante switches ATM fabricados por ATML, otra compañía creada por Hauser y Hopper. La prueba e inició a una velocidad de 2 Mbit/s para el hogar, aumentados posteriormente a 25 Mbit/s.
Los suscriptores utilizaban Acorn Online Media Set Top Boxes. Durante los seis primeros meses participaron en la prueba 10 terminales VOD; la segunda fase se amplió para cubrir 100 viviendas y 8 escuelas con otras 150 terminales en los laboratorios de ensayo. Gradualmente se fueron incorporando otras organizaciones como el National Westminster Bank, la BBC, el Post Office, Tesco y la autoridad educativa local.
BBC Education prueba la entrega de programas de radio a la carta para las escuelas primarias, y se establece un nuevo servicio educativo, Education Online, para entregar los materiales como los programas de televisión y software educativo de la Open University. Se le proporcionó a la escuela secundaria de Netherhall un servidor de vídeo de bajo costo y funciona como un proveedor de servicios de prueba, con Anglia Polytechnic University asumiendo un papel similar, algún tiempo más tarde. Era de esperar que Online Media pudiera acabar como compañía independiente, pero el previsto auge del vídeo bajo demanda nunca se materializó.

### Network Computers

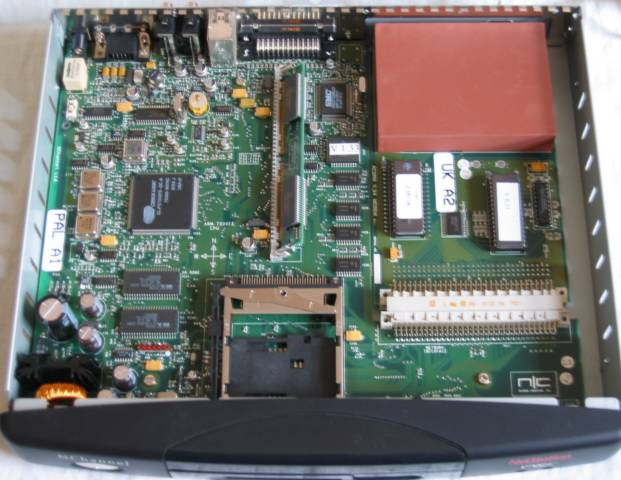
Acorn Network Computer abierto

Cuando la BBC2 emite en The Money Programme una entrevista con Larry Ellison en octubre de 1995, Malcolm Bird, director de Acorn Online Media Managing se dio cuenta de que el network computer de Ellison era, básicamente, un decodificador de televisión Acorn. Tras las conversaciones iniciales entre Oracle Corporation y Olivetti, Hauser y Acorn unas semanas más tarde, se envió a Bird a San Francisco con el último modelo de Set Top Box Acorn. Oracle ya había hablado en serio con fabricantes de ordenadores incluyendo Sun y Apple sobre el contrato para elaborar el NC; también hubo rumores en la industria de que Oracle estaba trabajando por sí misma en el diseño de referencia. Tras de la vista de Bird a Oracle, Ellison visita Acorn y se llegó a un acuerdo: Acorn podría definir el estándar de referencia NC.
Ellison esperaba anunciar la NC en febrero de 1996. Sophie Wilson fue puesto a cargo del proyecto, y para mediados de noviembre un borrador de especificaciones del NC estaba listo. En enero de 1996 se cerraron los detalles formales del contrato entre Acorn y Oracle, y el PCB estaba diseñado y listo para ser puesto en producción. Se funda en febrero de 1996 Acorn Network Computing. En agosto de 1996 se lanza el Acorn Network Computer.
Se esperaba que el Network Computer creara un nuevo e importante sector en el que Acorn Network Computing sería un gran jugador, ya sea vendiendo sus propios productos o ganando dinero por las licencias pagadas por otros fabricantes por el derecho a producir sus propios NCs. Con ese fin, dos de los principales proyectos de Acorn fueron la creación de un nuevo sistema operativo para dispositivos de consumo, Galileo y, junto con Digital Semiconductor y ARM, un nuevo chipset StrongARM, el SA1500 / SA1501. La principal característica de Galileo es una garantía de una cierta Calidad de Servicio para cada proceso en el que los recursos (CPU, memoria, etc), necesarios para garantizar un funcionamiento fiable se mantendrá disponible independientemente del comportamiento de otros procesos. El SA1500 soporta mayores frecuencias de reloj que las existentes CPUs StrongARM y, más importante aún, un coprocesador enfocado a multimedia (el Attached Media Processor o AMP). El SA1500 es la primera plataforma para la que se libera Galileo.
Tras incorporar sus áreas de negocio de STB y NC como empresas separadas, Acorn crea una nueva filial, Acorn RISC Technologies (ART). ART se centró en el desarrollo de Galileo y otras tecnologías de software y hardware construidas sobre la base de procesadores ARM.

## Liquidación de Acorn (1998–2000) y evolución de su tecnología

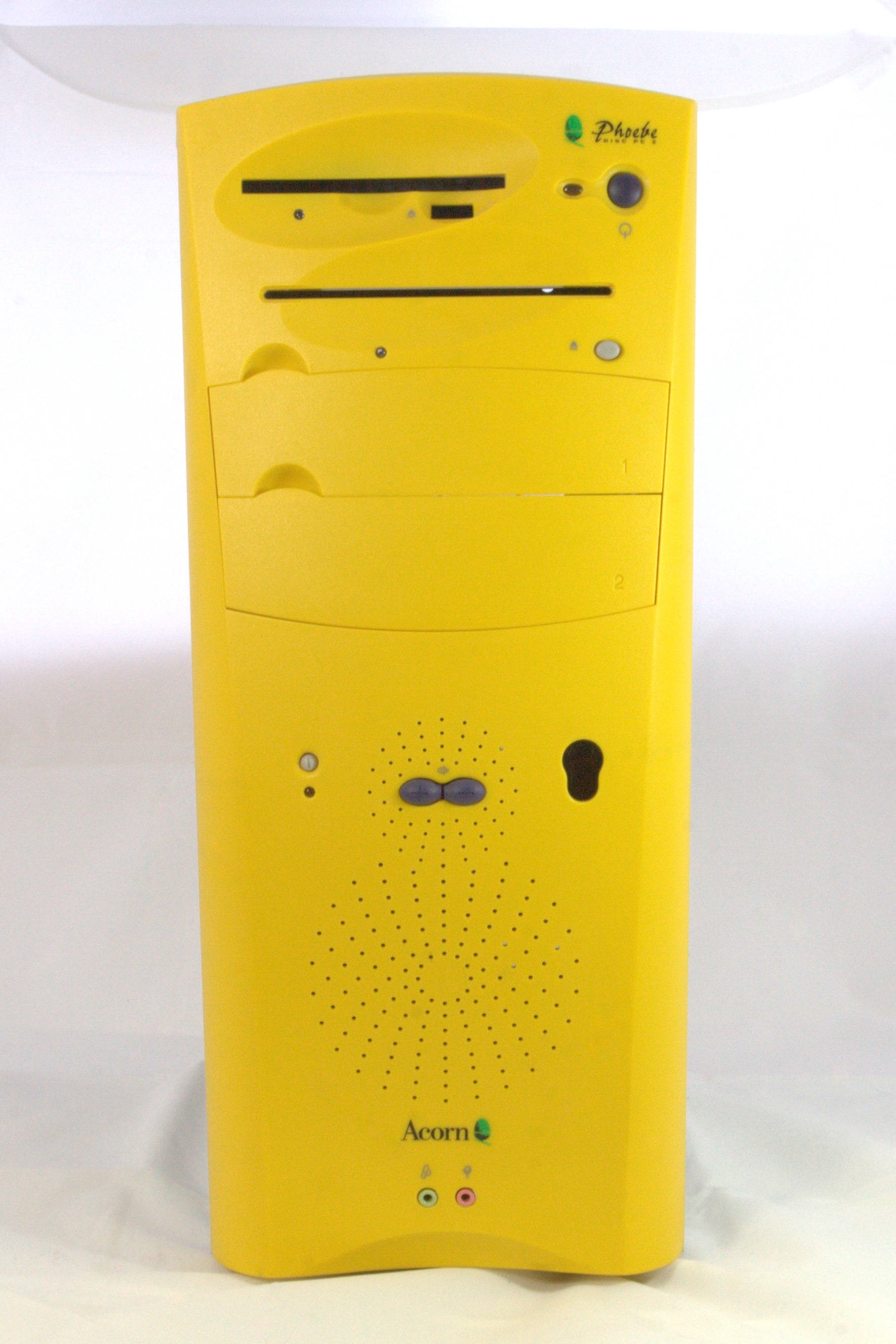
La característica caja amarilla del Acorn Phoebe.

La última esperanza real de Acorn de convertirse en un actor importante en la industria informática ha desaparecido: las set-top boxes no despegan como se esperaba y el Network Computer, también ha sido un fracaso parcial. Los PC tradicionales están alcanzando unos precios que no justifican un diseño semejante, y el aumento de ancho de banda para el hogar se realiza muy lentamente, convirtiendo una conexión de banda ancha a Internet en un lujo al alcance de pocos a finales de los 90.
Entre 1996 y 1998 Olivetti eliminó su interés en Acorn Group a través de una serie de transacciones estructuradas, hasta quedar en 54 millones de libras. Acorn reestructura sus operaciones, incorporando sus sociedades filiales de nuevo como divisiones dentro de Acorn. Acorn Risc Technologies se convierte en la división de Estaciones de Trabajo, que se cierra en 1998 cuando Acorn finalmente cesa de fabricar ordenadores de escritorio en favor de las set-top boxes. La última máquina, con nombre en código Phoebe o Risc PC 2, estaba casi acabada por aquellas fechas y nunca fue fabricada en grandes unidades ni vendida al público. Es notorio que muchas de sus cajas amarillas de diseño único se fabricaron y vendieron a precio barato.
ARM, sin embargo, se ha ido fortaleciendo. En 1998, la compañía hace una Oferta Pública de Venta y pasa a ser una sociedad anónima bajo el nombre ARM Holdings plc cuando termina su OPV y cotiza en la London Stock Exchange y el Nasdaq. Morgan Stanley Dean Witter actuó como coordinador global y registrador de la oferta así como promotor y agente para la inclusión en la Bolsa de Londres.
El 14 de enero de 1999, Acorn Group cambia su nombre de Acorn Computers Ltd a Element 14 Ltd para reestructurarse con el modelo de ARM (que es un desarrollador de propiedad intelectual en silicio y software), centrada en el mercado de la TV digital. En esta época el valor de las acciones de ARM se había revalorizado hasta tal punto que el valor del capital de Acorn Group plc era inferior al valor de su 24 % de ARM. Esta situación llevó a los accionistas a presionar a Acorn para que vendiera su participación en ARM para proporcionar un retorno de su inversión. La situación también condujo ARM a considerar la adopción de medidas por su cuenta, ya que un accionista financieramente débil como Acorn ponía a ARM en una posición vulnerable Acorn Computers Group plc es comprado el 1 de junio de 1999 por Morgan Stanley Dean Witter Investments Limited. La operación implicaba la exclusión de bolsa de Acorn Group plc, como resultado de lo cual su participación en ARM fue distribuido a los accionistas de Acorn.
Morgan Stanley vende la división de set-top-box a Pace Micro Technology por 200 000 libras, y Pace también adquiere el control de RISC OS. El 26 de julio de 1999, un equipo de gestión liderado por Stan Boland compró el negocio de DSP, Element 14, a Morgan Stanley por 1,5 millones de libras, el valor neto de los activos. Element 14 garantiza posteriormente 8,25 millones de libras (por entonces 13 millones de dólares) en la primera ronda de financiación procedentes de Bessemer Venture Partners, Atlas Ventures y la compañía de Hermann Hauser Amadeus Capital Partners. Tuvo su sede en Cambridge y una instalación de ingeniería en Bristol, Reino Unido.
Realiza con éxito una caza de talentos reclutando a los principales ingenieros de DSL de Alcatel, incluyendo diseñadores de front-end analógico y circuitos integrados digitales, software para módems xDSL y especialistas en sistemas Asymmetric Digital Subscriber Line (ADSL) y Very High Rate DSL (VDSL), y además la adquisición de un centro de ingeniería en Malinas, Bélgica.
Element 14 siguió ampliando sus productos DSP hasta que fue comprada por Broadcom en noviembre de 2000 por 366 millones de libras (594 millones de dólares).
El sistema operativo desarrollado para el Phoebe, RISC OS 4 (nombre en código Ursula), se puso a disposición de los usuarios de Risc PC por RISCOS Ltd, que licencia el sistema operativo y continúa su desarrollo, soporte y comercialización hoy en día. Sin embargo, el mercado sigue siendo competitivo, con dos vertientes del sistema operativo que se están desarrollando actualmente. RISC OS 4 está disponible en versiones de 26 bits y 32 bits para el Acorn Risc PC y el A7000+, así como para ordenadores MicroDigital y RiscStation (Mico, Alpha, Omega, R7500s) además de la nueva familia A9 desarrollada por AdvantageSix. También corre en la gama de emuladores VirtualAcorn. El RISC OS 5, exclusivamente de 32 bits, de Castle es usado en sus ordenadores Iyonix y set-top boxes. Castle está estudiando la posibilidad de convertir en open source su rama del RISC OS, con la esperanza de lograr una reunificación de las dos ramas.

## Relanzamiento de la marca Acorn
A principio de 2006, la durmiente marca comercial Acorn es licenciada por la compañía francesa Aristide & Co Antiquaire De Marques, a Acorn Computers Ltd una nueva compañía fundada el 28 de enero de 2006 con sede en Nottingham. Esta compañía, que fabrica sólo ordenadores con Microsoft Windows, no tiene ninguna conexión con la original. El 24 de julio de 2006 el Servicio de Solución de Controversias de Nominet dictaminó que el dominio acorncomputers.co.uk debía ser transferido a la nueva Acorn por el entusiasta de la informática Roy Johnson. La nueva empresa había presentado una demanda ante el servicio, y pese a ganarla generó una gran controversia entre los entusiastas de Acorn. La empresa fracasa en sus objetivos y se disuelve el 8 de diciembre de 2009.
No obstante, el dominio acorncomputers.co.uk apunta actualmente a acorncomputers.com, dominio propiedad de Acorn Inc Ltd. Por otro lado existe una nueva Acorn Computers Ltd, pero con diferente número de compañía (05690546 la anterior, 09187916 la actual) fundada el 28 de agosto de 2014 y con sede en Londres. Sir Simon Alexander Tolhurst-Simms aparece como director. Los objetivos de la nueva empresa es el software y diseño web, pero no aparece nada en la página excepto un formulario de suscripción.